# خربة الجوز
خربة الجوز هي قرية في منطقة جسر الشغور في محافظة إدلب في سوريا. يبلغ عدد سكانها نحو ,1500نسمة. تقع القرية على الحدود السورية التركية، حيث تُطِلّ من موقعها المرتفع على لواء اسكندرون، وهي لا تبعد سوى كيلومترين عن الحدود، التي تقابلها على الجانب الآخر منها بلدة غوفيتشي في اللواء. تشتهر خربة الجوز بالتهريب و ببساتين الفاكهة وخصوصاً التفاح.

## الثورة السورية
هَجَرَ البلدة أغلب سكّانها عقبَ تعرُّضها لقصفٍ عنيفٍ نتيجة مشاركتها بالثورة السورية ضد نظام بشار الأسد، فضلاً عن انقطاع المياه والكهرباء والوقود عنها. وقد شنَّت كتائب الجيش السوري الحر في السادس من تشرين الأول (أكتوبر) سنة 2012 هجوماً واسعاً على البلدة للسيطرة عليها وطرد القوَّات النظامية منها. شارك في الهجوم نحو 700 مقاتل، واستمرَّت المعركة في القرية لمدة 12 ساعة، قام الثوار في بدايتها بمهاجمة مخزنٍ للذخيرة واستولوا عليه، ثم استخدموا ذخائره بمتابعة القتال حتى اقتحموا البرج العلويّ والرئيسي بخربة الجوز، وخسروا 8 مقاتلين في تلك العملية، لكن المعركة انتهت بإعلان الجيش الحر سيطرته على البلدة أخيراً. وقد سقط 40 قتيلاً من الجنود النظاميّين و12 من الجيش الحر خلال المعركة، فيما سلَّم 500 جنديٍّ أنفسهم ليصبحوا أسرى عنده، وأما قائد القوات النظامية في خربة الجوز العقيد محمد جمعة فقد فرَّ منها، وانتهى الأمر بمقتله على يد جنديٍّ في قرية الزعينية المجاورة.